# Elecciones parlamentarias de Chile de 1918
En las elecciones parlamentarias de 1918, se eligieron 118 diputados y 13 senadores, logrando en ambas cámaras un importante triunfo la Alianza Liberal, compuesta en esta oportunidad por el Partido Radical como eje, junto al Partido Liberal, el Democrático y el Liberal-Democrático Aliancista.
La hegemonía que obtuvo la Unión Nacional sobre las elecciones y los gabinetes años anteriores comenzó a verse afectada por la imagen del conservadurismo defendiendo la oligarquía y la clase poderosa, versus los obreros, una masa que cada día crecía en intelectualidad y conciencia cívica.
Participó de la contienda electoral el Nacionalista de Chile, un partido que propiciaba el enfoque científico de la política, sin embargo, al igual que los movimientos proletarios, no obtuvo representación parlamentaria.
El crecimiento poblacional en estos tres años fue mínimo, sin embargo el incremento de las actas electorales fue mucho mayor. Una reforma constitucional en 1916 cambió la cantidad de votantes, además del interés surgido en sectores obreros por ejercer su derecho que antes de las movilizaciones del norte no les interesaba la política.

## Elección de laCámara de Diputados

### Resultados
| #                           | Pacto o partido             | Sigla                       | Votos        | %?      | Dip.?   | %?      | ± %?        | ± D.? |
| --------------------------- | --------------------------- | --------------------------- | ------------ | ------- | ------- | ------- | ----------- | ----- |
| 1                           | Alianza Liberal             |                             |              |         | 67      | 56,78 % |             | +14   |
|                             | Partido Radical             | PR                          | 43 309       | 21,38 % | 33      | 27,96 % | 2,58 %      | +6    |
| Partido Liberal             | PL                          | 58 640                      | 28,95 %      | 29      | 24,58 % | -2,23 % | +9          |       |
| Partido Demócrata           | PD                          | 10 036                      | 4,95 %       | 5       | 4,24 %  | -0,9 %  | Sin cambios |       |
| 2                           | Coalición                   |                             |              |         | 51      | 43,22 % |             | -14   |
|                             | Partido Conservador         | PCon                        | 33 955       |         | 26      | 22,03 % |             | -2    |
| Partido Liberal Democrático | PLD                         | léase nota 1                | léase nota 1 | 15      | 12,71 % |         | -6          |       |
| Partido Nacional            | PN                          | 18 526                      | 9,14 %       | 10      | 8,47 %  | 1,5 %   | -6          |       |
| 3                           | Partido Nacionalista        | PNa                         |              |         | 0       | 0 %     |             |       |
| 4                           | Partido Obrero Socialista   | POS                         | 1548         | 0,64 %  | 0       | 0 %     |             |       |
| Total de sufragios emitidos | Total de sufragios emitidos | Total de sufragios emitidos | 180 664      | 100 %   |         |         |             |       |

### Listado de diputados 1918-1921
| Departamentos                          | N.º | Diputado                             | Partido |
| -------------------------------------- | --- | ------------------------------------ | ------- |
| Tarapacá Pisagua                       | 1   | Ramón Briones Luco                   | PR      |
| Tarapacá Pisagua                       | 2   | Carlos Briones Luco                  | PR      |
| Tarapacá Pisagua                       | 3   | Luis Pastor Aldunate Echeverría      | PL      |
| Tarapacá Pisagua                       | 4   | Anselmo Blanlot Holley               | PLD     |
| Antofagasta                            | 5   | Antonio Pinto Durán                  | PR      |
| Antofagasta                            | 6   | Manuel Vargas                        | PLD     |
| Tocopilla Taltal                       | 7   | Manuel Barrenechea Naranjo           | PR      |
| Tocopilla Taltal                       | 8   | Manuel O'Ryan Carrasco               | PD      |
| Chañaral Copiapó Freirina Vallenar     | 9   | Enrique Oyarzún Mondaca              | PR      |
| Chañaral Copiapó Freirina Vallenar     | 10  | Wenceslao Sierra                     | PR      |
| Chañaral Copiapó Freirina Vallenar     | 11  | Bruno Sergio Pizarro Espoz           | PCon    |
| La Serena Coquimbo Elqui               | 12  | Ramón Ernesto Videla Cortés          | PR      |
| La Serena Coquimbo Elqui               | 13  | Víctor Vicente Robles Valenzuela     | PR      |
| La Serena Coquimbo Elqui               | 14  | Enrique A. Rodríguez                 | PN      |
| Ovalle Combarbalá Illapel              | 15  | Roberto Sánchez García de la Huerta  | PLD     |
| Ovalle Combarbalá Illapel              | 16  | Sergio Irarrázaval Correa            | PCon    |
| Ovalle Combarbalá Illapel              | 17  | Alejandro Varela Muñoz               | PR      |
| Ovalle Combarbalá Illapel              | 18  | Marcelo Somarriva Undurraga          | PL      |
| Petorca La Ligua                       | 19  | Luis del Porto Seguro Ovalle         | PL      |
| Petorca La Ligua                       | 20  | Arturo Ruíz de Gamboa                | PCon    |
| San Felipe Putaendo Los Andes          | 21  | Luis Alberto Cereceda Alfaro         | PR      |
| San Felipe Putaendo Los Andes          | 22  | Tito Vespasiano Lisoni MacClure      | PLD     |
| San Felipe Putaendo Los Andes          | 23  | Julio Rivas Silva                    | PL      |
| Valparaíso Casablanca                  | 24  | Arturo Irarrázaval Correa            | PCon    |
| Valparaíso Casablanca                  | 25  | Fernando Silva Maqueira              | PCon    |
| Valparaíso Casablanca                  | 26  | Enrique Bermúdez de la Paz           | PL      |
| Valparaíso Casablanca                  | 27  | Eduardo Germain Köening              | PN      |
| Valparaíso Casablanca                  | 28  | Arturo Cubillos Pareja               | PLD     |
| Valparaíso Casablanca                  | 29  | Lorenzo Montt Montt                  | PLD     |
| Valparaíso Casablanca                  | 30  | Octavio Señoret Silva                | PR      |
| Quillota Limache                       | 31  | Juan Binimelis Urízar                | PR      |
| Quillota Limache                       | 32  | Jorge Guzmán Montt                   | PN      |
| Quillota Limache                       | 33  | Rafael Gumucio Vergara               | PCon    |
| Santiago                               | 34  | Roberto Peragallo Silva              | PCon    |
| Santiago                               | 35  | Raúl Claro Solar                     | PCon    |
| Santiago                               | 36  | Ramón Herrera Lira                   | PCon    |
| Santiago                               | 37  | Romualdo Silva Cortés                | PCon    |
| Santiago                               | 38  | Vicente Adrián Villalobos            | PD      |
| Santiago                               | 39  | Juan Bautista Martínez               | PD      |
| Santiago                               | 40  | Ladislao Errázuriz Lazcano           | PL      |
| Santiago                               | 41  | Tomás A. Ramírez Frías               | PL      |
| Santiago                               | 42  | Miguel Luis Yrarrázaval Smith        | PN      |
| Santiago                               | 43  | Octavio Reyes del Río                | PN      |
| Santiago                               | 44  | Héctor Arancibia Laso                | PR      |
| Santiago                               | 45  | Víctor Celis Maturana                | PR      |
| Santiago                               | 46  | Pedro Aguirre Cerda                  | PR      |
| Melipilla La Victoria                  | 47  | Manuel García de la Huerta Izquierdo | PL      |
| Melipilla La Victoria                  | 48  | Alfredo Vial Solar                   | PCon    |
| Melipilla La Victoria                  | 49  | Manuel Cruzat Vicuña                 | PCon    |
| Melipilla La Victoria                  | 50  | Guillermo Edwards Matte              | PL      |
| Rancagua Cachapoal Maipo               | 51  | Jorge Silva Somarriva                | PLD     |
| Rancagua Cachapoal Maipo               | 52  | Alejo Lira Indante                   | PCon    |
| Rancagua Cachapoal Maipo               | 53  | Hernán Correa Roberts                | PL      |
| Caupolicán                             | 54  | Eleazar Lazaeta Acharán              | PCon    |
| Caupolicán                             | 55  | Guillermo Lyon Lynch                 | PL      |
| Caupolicán                             | 56  | Jorge Errázuriz Tagle                | PL      |
| San Fernando                           | 57  | Armando Jaramillo Valderrama         | PL      |
| San Fernando                           | 58  | Máximo Valdés Fontecilla             | PL      |
| San Fernando                           | 59  | Ismael Pereira Íñiguez               | PCon    |
| Curicó                                 | 60  | Manuel Rivas Vicuña                  | PL      |
| Curicó                                 | 61  | Guillermo Chadwick Ortúzar           | PCon    |
| Santa Cruz Vichuquén                   | 62  | Francisco Garcés Gana                | PL      |
| Santa Cruz Vichuquén                   | 63  | Francisco Vidal Garcés               | PCon    |
| Talca Curepto Lontué                   | 64  | Matías Silva Sepúlveda               | PL      |
| Talca Curepto Lontué                   | 65  | Manuel Hederra Concha                | PN      |
| Talca Curepto Lontué                   | 66  | Belfor Fernández Rodríguez           | PLD     |
| Talca Curepto Lontué                   | 67  | César Ferrera Benvenuto              | PR      |
| Talca Curepto Lontué                   | 68  | Eduardo Opazo Letelier               | PL      |
| Linares                                | 69  | Luis Ambrosio Concha Rodríguez       | PR      |
| Linares                                | 70  | Miguel Ferrada Ibáñez                | PCon    |
| Parral Loncomilla                      | 71  | Saladino Rodríguez Bravo             | PLD     |
| Parral Loncomilla                      | 72  | José Alejandro Roselott Frías        | PR      |
| Constitución Cauquenes Chanco Itata    | 73  | Alejandro Herquíñigo Gómez           | PLD     |
| Constitución Cauquenes Chanco Itata    | 74  | Vidal Arellano Peña y Lillo          | PL      |
| Constitución Cauquenes Chanco Itata    | 75  | Enrique Rodríguez Mac Iver           | PR      |
| Constitución Cauquenes Chanco Itata    | 76  | Abaraím Concha Aramburu              | PR      |
| Constitución Cauquenes Chanco Itata    | 77  | Tomás Menchaca Lira                  | PCon    |
| San Carlos                             | 78  | Gustavo Silva Campo                  | PR      |
| San Carlos                             | 79  | José Manuel Larraín Valdés           | PCon    |
| Chillán                                | 80  | Galvarino Gallardo Nieto             | PR      |
| Chillán                                | 81  | Alejandro Rengifo Reyes              | PL      |
| Bulnes Yungay                          | 82  | Zenón Urrutia Manzano                | PR      |
| Bulnes Yungay                          | 83  | Santiago Valdés Errázuriz            | PL      |
| Coelemu Talcahuano                     | 84  | Rafael Torreblanca Campusano         | PR      |
| Coelemu Talcahuano                     | 85  | Guillermo Bañados Honorato           | PD      |
| Rere Puchacay                          | 86  | Pedro María Rivas Vicuña             | PR      |
| Rere Puchacay                          | 87  | José Francisco Urrejola Menchaca     | PCon    |
| Rere Puchacay                          | 88  | Jorge Prieto Echaurren               | PLD     |
| Concepción Lautaro                     | 89  | Luis Serrano Arrieta                 | PR      |
| Concepción Lautaro                     | 90  | Guillermo Acuña Valdivia             | PCon    |
| Concepción Lautaro                     | 91  | Aníbal Rodríguez Herrera             | PN      |
| Arauco Lebu Cañete                     | 92  | Samuel Claro Lastarria               | PL      |
| Arauco Lebu Cañete                     | 93  | Remigio Medina Neira                 | PR      |
| Arauco Lebu Cañete                     | 94  | Fernando Guzmán Moreno               | PN      |
| La Laja Nacimiento Mulchén             | 95  | Carlos Ruiz Bahamonde                | PR      |
| La Laja Nacimiento Mulchén             | 96  | Joaquín Díaz Garcés                  | PLD     |
| La Laja Nacimiento Mulchén             | 97  | Pedro Felipe Íñiguez Larraín         | PLD     |
| La Laja Nacimiento Mulchén             | 98  | Emilio Claro Cruz                    | PCon    |
| Angol Traiguén                         | 99  | Gerardo Smitmans Rothamel            | PL      |
| Angol Traiguén                         | 100 | Arturo Alemparte Quiroga             | PN      |
| Mariluán Collipulli                    | 101 | Eduardo Lavandero Henríquez          | PL      |
| Mariluán Collipulli                    | 102 | Alejandro Urrutia Zañartu            | PR      |
| Temuco Imperial Llaima                 | 103 | Carlos Balmaceda Saavedra            | PLD     |
| Temuco Imperial Llaima                 | 104 | Artemio Gutiérrez Vidal              | PD      |
| Temuco Imperial Llaima                 | 105 | Arturo Prat Carvajal                 | PN      |
| Temuco Imperial Llaima                 | 106 | Enrique Burgos Varas                 | PL      |
| Villarrica Valdivia La Unión Río Bueno | 107 | Pedro Cárdenas Avendaño              | PD      |
| Villarrica Valdivia La Unión Río Bueno | 108 | Luis Alberto Urrutia Ibáñez          | PLD     |
| Villarrica Valdivia La Unión Río Bueno | 109 | Arturo Yávar Aspillaga               | PL      |
| Villarrica Valdivia La Unión Río Bueno | 110 | Pablo Ramírez Rodríguez              | PR      |
| Osorno                                 | 111 | Luis Orrego Luco                     | PCon    |
| Osorno                                 | 112 | Alfredo Riesco Riesco                | PLD     |
| Carelmapu Llanquihue                   | 113 | Carlos de Castro Ortúzar             | PCon    |
| Carelmapu Llanquihue                   | 114 | José Agustín Boza Lillo              | PLD     |
| Ancud                                  | 115 | Óscar Urzúa Jaramillo                | PLD     |
| Ancud                                  | 116 | Guillermo Pereira Íñiguez            | PCon    |
| Castro Quinchao                        | 117 | José Enrique Balmaceda Toro          | PLD     |
| Castro Quinchao                        | 118 | José Ignacio García Sierpe           | PCon    |

#### Presidentes de la Cámara de Diputados
| Inicio                  | Término                 | Presidente | Presidente                    | Partido | Partido |
| ----------------------- | ----------------------- | ---------- | ----------------------------- | ------- | ------- |
| 15 de mayo de 1918      | 23 de octubre de 1918   |            | José Alejandro Roselott Frías |         | PR      |
| 23 de octubre de 1918   | 18 de noviembre de 1920 |            | Ramón Briones Luco            |         | PR      |
| 18 de noviembre de 1920 | 9 de diciembre de 1920  |            | Guillermo Edwards Matte       |         | PL      |
| 9 de diciembre de 1920  | 15 de mayo de 1921      |            | Carlos Ruiz Bahamonde         |         | PR      |

## Elección delSenado

### Resultados
| #                           | Pacto o partido     | Sigla | Sen.?   | %?      |
| --------------------------- | ------------------- | ----- | ------- | ------- |
| 1                           | Alianza Liberal     |       | 8       | 61,54 % |
|                             | Partido Liberal     | PL    | 4       | 30,77 % |
| Partido Radical             | PR                  | 2     | 15,38 % |         |
| Partido Demócrata           | PD                  | 2     | 15,38 % |         |
| 2                           | Coalición           |       | 5       | 38,46 % |
|                             | Partido Conservador | PCon  | 3       | 23,08 % |
| Partido Liberal Democrático | PLD                 | 1     | 7,69 %  |         |
| Partido Nacional            | PN                  | 1     | 7,69 %  |         |

### Listado de senadores 1918-1921
El Senado de 1918 se compuso de 32 senadores, 13 de los cuales fueron renovados en esta oportunidad. Los otros 19 mantuvieron su escaño desde la elección anterior, realizada en 1915 para el período (1915-1921). Aquellos senadores marcados en celdas a color corresponden a los electos para este período legislativo (1918-1924).
| Provincias  | N.º | Senador                             | Partido |
| ----------- | --- | ----------------------------------- | ------- |
| Tarapacá    | 1   | Arturo Alessandri Palma             | PL      |
| Antofagasta | 2   | Augusto Bruna Valenzuela            | PL      |
| Atacama     | 3   | Enrique MacIver Rodríguez           | PR      |
| Coquimbo    | 4   | Abraham Gacitúa Brieba              | PLD     |
| Coquimbo    | 5   | Rafael Urrejola Mulgrew             | PCon    |
| Aconcagua   | 6   | Luis Claro Solar                    | PL      |
| Aconcagua   | 7   | Roberto Lyon Santa María            | PCon    |
| Valparaíso  | 8   | Miguel Antonio Varas Herrera        | PN      |
| Valparaíso  | 9   | Ángel Guarello Costa                | PD      |
| Santiago    | 10  | Armando Quezada Acharán             | PR      |
| Santiago    | 11  | Ismael Tocornal Tocornal            | PL      |
| Santiago    | 12  | Zenón Torrealba Ilabaca             | PD      |
| Santiago    | 13  | Abraham Ovalle Ovalle               | PCon    |
| Santiago    | 14  | Vicente Reyes Palazuelos            | PL      |
| Cachapoal   | 15  | Joaquín Echenique Gandarillas       | PCon    |
| Cachapoal   | 16  | José María Valderrama Lira          | PL      |
| Colchagua   | 17  | Eduardo Charme Fernández            | PL      |
| Colchagua   | 18  | Régulo Valenzuela Riveros           | PN      |
| Curicó      | 19  | Fernando Lazcano Echaurren          | PL      |
| Talca       | 20  | Pedro Letelier Silva                | PLD     |
| Linares     | 21  | Pedro Ovalle Correa                 | PCon    |
| Maule       | 22  | Héctor Zañartu Prieto               | PLD     |
| Ñuble       | 23  | Malaquías Concha Ortiz              | PD      |
| Concepción  | 24  | Alfredo Escobar Campaña             | PR      |
| Concepción  | 25  | Daniel Feliú Manterola              | PR      |
| Biobío      | 26  | Fernando Freire García de la Huerta | PL      |
| Arauco      | 27  | Manuel Urrutia Barbosa              | PN      |
| Malleco     | 28  | Gonzalo Bulnes Pinto                | PL      |
| Cautín      | 29  | Manuel Salinas González             | PLD     |
| Valdivia    | 30  | Eliodoro Yáñez Ponce de León        | PLD     |
| Llanquihue  | 31  | Alfredo Barros Errázuriz            | PCon    |
| Chiloé      | 32  | Rafael Ariztía Lyon                 | PCon    |

#### Presidentes del Senado
| Inicio                  | Término                 | Presidente | Presidente                 | Partido | Partido |
| ----------------------- | ----------------------- | ---------- | -------------------------- | ------- | ------- |
| 15 de mayo de 1918      | 8 de septiembre de 1919 |            | Ismael Tocornal Tocornal   |         | PL      |
| 8 de septiembre de 1919 | 2 de septiembre de 1920 |            | Fernando Lazcano Echaurren |         | PL      |
| 2 de septiembre de 1920 | 5 de octubre de 1920    |            | Ismael Tocornal Tocornal   |         | PL      |
| 5 de octubre de 1920    | 15 de mayo de 1921      |            | Luis Claro Solar           |         | PL      |